# Operation SR
1942

Rabaul –
1. Salamaua-Lae –
Operation N –
Operation MO –
Korallenmeer –
Buna-Gona –
Kokoda Track –
Milne-Bucht –
Goodenough –
Buna-Gona-Sanananda –
Operation Lilliput 
1943

Wau –
Bismarcksee –
I –
2. Salamaua-Lae –
Chronicle –
Finisterre –
Cartwheel –
Bougainville –
Huon –
Neubritannien –
Bombardierung von Rabaul 
1944–1945

Admiralitätsinseln –
Emirau –
Take Ichi Konvoi –
Reckless –
Persecution –
Wakde-Sarmi –
Biak –
Noemfoor –
Driniumor –
Sansapor –
Morotai –
Aitape–Wewak
Die Operation SR war die Eroberung des Gebiets um Salamaua und Lae im Territorium Neuguinea durch die Japaner im März 1942 im Pazifikkrieg während des Zweiten Weltkriegs.

## Vorgeschichte
Der für die Japaner wichtige Stützpunkt Rabaul wurde in der ersten Phase des Pazifikkriegs zu Beginn des Jahres 1942 erobert (→ Schlacht um Rabaul).
Die Einnahme von Rabaul war notwendig geworden, um das Truk-Atoll in den Karolineninseln, die wichtige Basis für die japanische kombinierte Flotte, zu verteidigen.
Rabaul war von den Japanern auch als Basis für ihre weiteren Operationen in Richtung Neuguinea, dort speziell Port Moresby, der Salomonen und Australien ausgewählt worden. Weitere vorgelagerte Stützpunkte waren daher erforderlich.
Der militärische Wert der östlichen Hälfte Neuguineas für die Japaner lag darin ein Hindernis für den Schutz der Südflanke der eigenen Streitkräfte aufzubauen. Zudem konnte von dort die Torres-Straße blockiert werden, um die Kommunikation zwischen dem Südpazifik, Niederländisch-Ostindien sowie dem Indischen Ozean zu verhindern. Letzteres würde die See- und Handelsschifffahrt der japanischen Gegner zwingen, einen Umweg um die Südküste Australiens zu machen.

## Planungen
Anfang 1942 begannen die Abteilungen der Armee und der Marine des Kaiserlichen Hauptquartiers mit der Untersuchung der Operationen, die nach Abschluss der Eröffnungsoffensiven (Operationen der ersten Stufe, wichtige Offensivoperationen im südlichen Gebiet) durchgeführt werden sollten. Die Ergebnisse dieser Untersuchungen wurden schrittweise vom Kaiserlichen Hauptquartier direkt umgesetzt oder zuerst in Verbindungsausschüssen des Kaiserlichen Hauptquartiers mit der Regierung besprochen.
Am 29. Januar 1942 gab das Marinehauptquartier die „Große Marineanweisung Nr. 47“ und das Heeresministerium am 2. Februar die „Große Armeeanweisung Nr. 596“ heraus.
Befehle:
1. Das kaiserliche Hauptquartier wird die Invasion wichtiger Orte in Britisch-Neuguinea und auf den Salomonen planen.
2. Der Kommandeur der Südseestreitkräfte wird in Zusammenarbeit mit der Marine so schnell wie möglich in diese Orte eindringen.
3. Der Stabschef gibt Anweisungen, die die Operation detailliert beschreiben.

Die Kommandeure der Südseestreitkräfte und der kombinierten Flotte führten diese Operation auf Grundlage des Zentralabkommens zwischen Armee und Marine über Operationen in Britisch-Neuguinea und auf den Salomonen aus.
1. Ziel der Operation Invasion von Schlüsselgebieten im Osten Britisch-Neuguineas und auf den Salomonen, um die Kommunikationsleitungen zwischen dem australischen Festland und der Region zu blockieren und die Meere im Norden Ostaustraliens zu kontrollieren.
2. Vorgehensweise Armee und Marine werden zusammenarbeiten, um so schnell wie möglich in die Gebiete um Lae und Salamaua einzudringen. Die Marine wird nach einer Möglichkeit suchen, unabhängig (oder in Zusammenarbeit mit der Armee gemäß den Bedingungen) in Tulagi einzudringen und den Luftwaffenstützpunkt auf der Insel zu sichern. Armee und Marine werden nach Abschluss der Invasionen von Lae und Salamaua zusammenarbeiten, um in Port Moresby einzudringen.
3. Einsatzeinheit der Armee Südseeflotte: Einheiten basierend auf der 4. Flotte
4. Weitere Befehle Wird durch Diskussionen zwischen Armee- und Marinekommandos bestimmt.
5. Verteidigungspflichten Die Marine wird für die Verteidigung der Gebiete Lae, Salamaua und Tulagi sowie die Armee für die Verteidigung von Port Moresby verantwortlich sein[3].

## Militärische Vorbereitungen
Nach der Entdeckung Ende Februar 1942 einer von einem australischen Farmer bei Surumi angelegten Startbahn in der Nähe von Gasmata auf Neubritannien erging am 1. Februar der Befehl das Flugfeld sofort einzunehmen und auszubauen. Da allerdings am selben Tag die US-Marine die Marshall- und Gilbertinseln angriff wurde er umgehend zurückgezogen. Als nächster Termin wurde der 8. Februar benannt.
An eben diesem Tag verließ morgens die Invasionstruppe und die Unterstützungsgruppe Rabaul und die Landungen erfolgten am nächsten Tag um 4:40 Uhr in Surumi und um 5:00 Uhr in Gasmata. Es gab keine australischen Truppen, die sich einer Landung widersetzten.
Am 12. Februar war das Flugfeld einsatzbereit. Es war als Basis für Einsätze in Ost-Neuguinea sowie die Gebiete um Lae und Salamaua von großem Wert. Ebenso standen die Flugfelder Kavieng in Neuirland, sowie Lakunai und Vunakanau, beide bei Rabaul, zur Verfügung.

## Stellungen der alliierten Streitkräfte nahe Lae und Salamaua

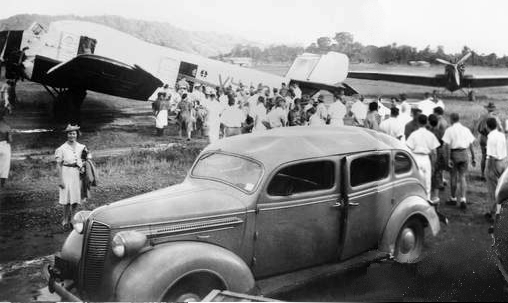
Europäische Zivilisten werden in Salamaua ausgeflogen

Schon am Tag nach der Landung der Japaner in Sarawak Mitte Dezember 1941 (→ Japanische Invasion Borneos) wurde am 17. Dezember die Evakuierung aller europäischen Frauen und Kinder aus Neuguinea und Papua angeordnet.
Sowohl in Lae als auch in Salamaua waren Kampfflugzeuge stationiert und einsatzbereit. Es gab auch einen kleinen Flugplatz in Wau, ungefähr 50 Kilometer südwestlich von Salamaua. Der Ausbau der Flugplätze und anderer Vorbereitungen in Port Moresby wurden ebenfalls fortgesetzt.
Alliierte Flugzeuge griffen Rabaul und die Gasmata-Region weiterhin von Stützpunkten in Townsville und Darwin an, wobei Port Moresby als Zwischenstützpunkt und Lae, Salamaua und Wau als vorgeschobene Stützpunkte verwendet wurden.
Lae und Salamaua waren jeweils mit ungefähr fünfzig bis einhundert freiwilligen Truppen besetzt – Zivilisten, die sich drei oder vier Tage in der Woche versammelten, um eine militärische Ausbildung zu erhalten. Luftaufnahmen und Aufklärung durch Kommandeure der Invasionstruppe zeigten nur eine kleine, verstreute Basis.
In der Zwischenzeit waren die Bewegungen der amerikanischen Task Force, die am 1. Februar die Marshall- und Gilbertinseln überfallen hatte unklar. Aufgrund der hohen Wahrscheinlichkeit weiterer Überfälle in der Region des Bismarck-Archipels waren die japanischen Einheiten in höchster Alarmbereitschaft.

## Landungen bei Salamaua und Lae

### Erste Angriffe und japanische Aufklärung

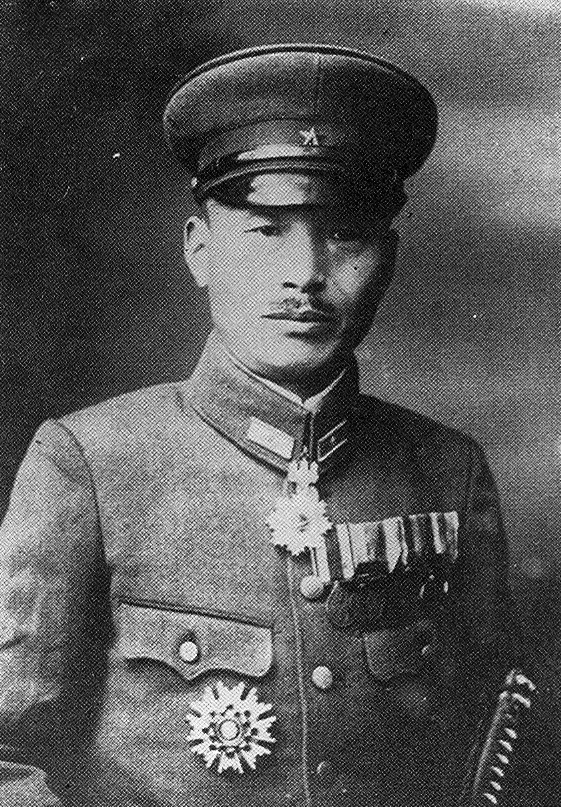
Horii Tomitarō

Am 21. Januar griffen erstmals 60 japanische Kampfflugzeuge Wau, Lae und Salamaua an. Sie zerstörten etliche militärische und zivile Flugzeuge auf den dortigen Flugfeldern.
Die Order zur Operation SR erging am 17. Februar vom Kommandierenden der Südseeflotte Horii Tomitarō an Major Masao Horie, Kommandeur der Einheit, die direkt für die Offensive verantwortlich war, das 2. Bataillon des 144. Infanterieregiments. Stichtag für die Invasion war der 3. März. Major Horie unternahm am 19. Februar eine Aufklärung des Geländes und der feindlichen Situation in der Region Salamaua in einem Marineflugzeug.
Am 20. Februar entdeckte die japanische Marine eine US-amerikanische Task Force mit Flugzeugträgern, die sich etwa 740 Kilometer nordöstlich von Rabaul nach Nordwesten bewegte und später gegen die 4. Flotte operierte. Dies verzögerte die geplante Landung. Ein neuer Landetermin wurde für den 8. März festgelegt.

### Alliierte Reaktion
Ernest J. King, US-Chef der Marineoperation im Pazifik, sah die kommende Situation voraus und befahl am 26. Februar Admiral Chester W. Nimitz, Kommandeur der US-Pazifikflotte, einen Teil seiner Flugzeugträgerstärke im ANZAC-Gebiet beizubehalten um sich vor einer japanischen Expansion zu schützen. Am 2. März sandte King weitere Befehle an Vizeadmiral Herbert F. Leary, Kommandeur von ANZAC, und Vizeadmiral Wilson Brown, Kommandeur der Task Force 11, Rabaul am oder um den 10. März anzugreifen. Vier Tage später hatte sich Konteradmiral Frank J. Fletchers TF17 mit dem Flugzeugträger Yorktown und den Zerstörern Russell und Walke der TF11 im Korallenmeer angeschlossen.

### Landungsvorbereitung

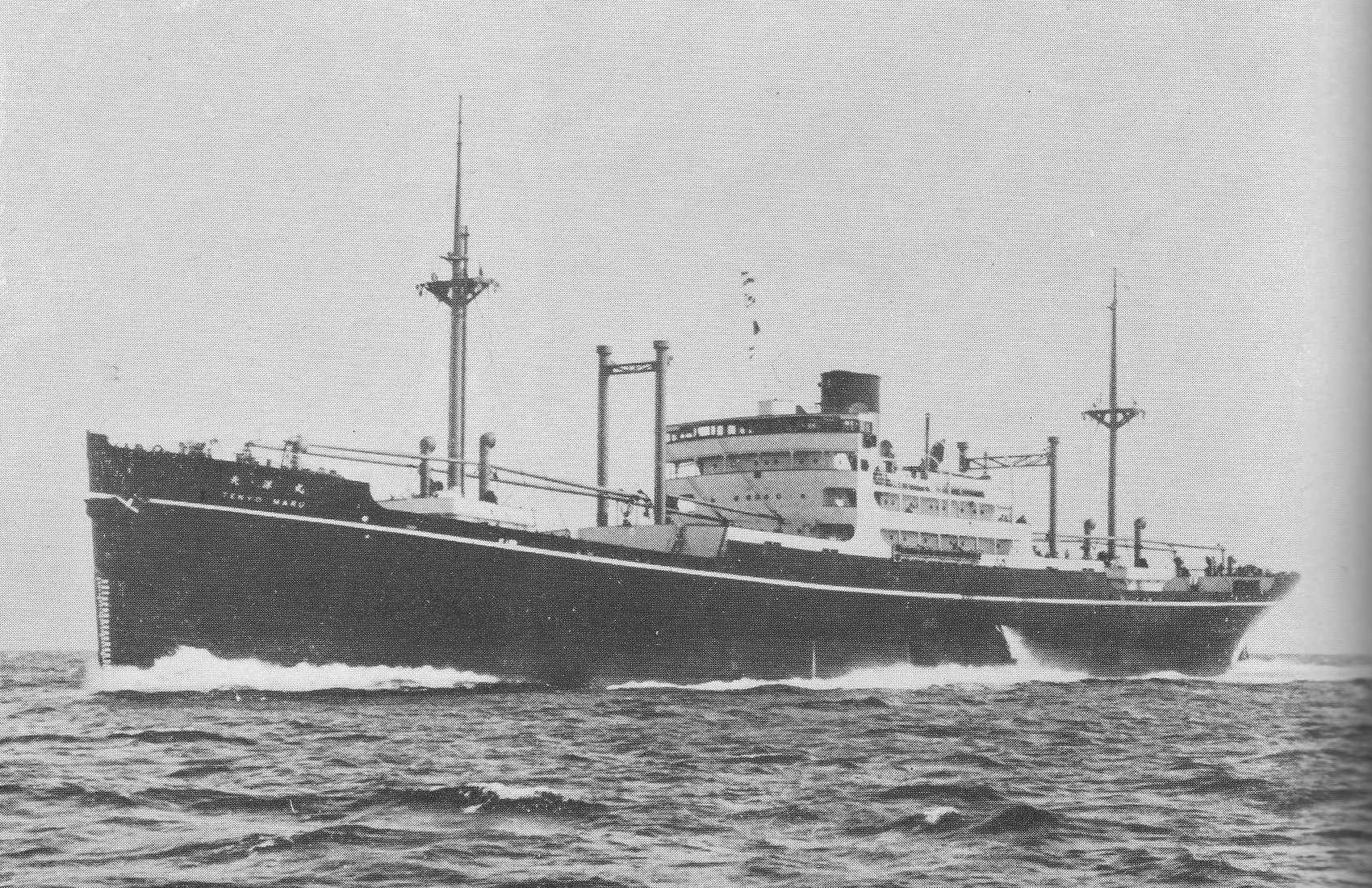
Transporter Tenyo Maru

Unterdessen bereitete Vizeadmiral Inoue Shigeyoshi, Kommandeur der 4. Flotte, die Operation SR vor um das Gebiet von Lae und Salamaua zu erobern. Dazu gehörte auch die Landebahn in Lae, von der aus die Japaner Port Moresby erreichen konnten. Am 5. März lief Konteradmiral Kajioka Sadamichi von Rabaul mit der Invasionseinheit aus.
Fünf Transportschiffe beförderten das 2. Bataillon des 144. Infanterieregiments von Horii Tomitaro in der Yokohama Maru und der China Maru und die 2. Maizuru Spezialmarinelandungseinheit in der Kongo Maru, Tenyo Maru und Kokai Maru.
Die Unterstützungsflotte bestand aus Konteradmiral Gotō Aritomos 6. Zerstörergeschwader mit dem Leichten Kreuzer Yūbari und den Zerstörern Oite, Asanagi, Mochizuki, Mutsuki, Yūnagi und Yayoi.
Das 6. Kreuzergeschwader mit den Schweren Kreuzern Aoba, Furutaka, Kako und Kinugasa, sowie den Leichten Kreuzern, Tatsuta und Tenryū des 18. Kreuzergeschwaders dient als Deckung.

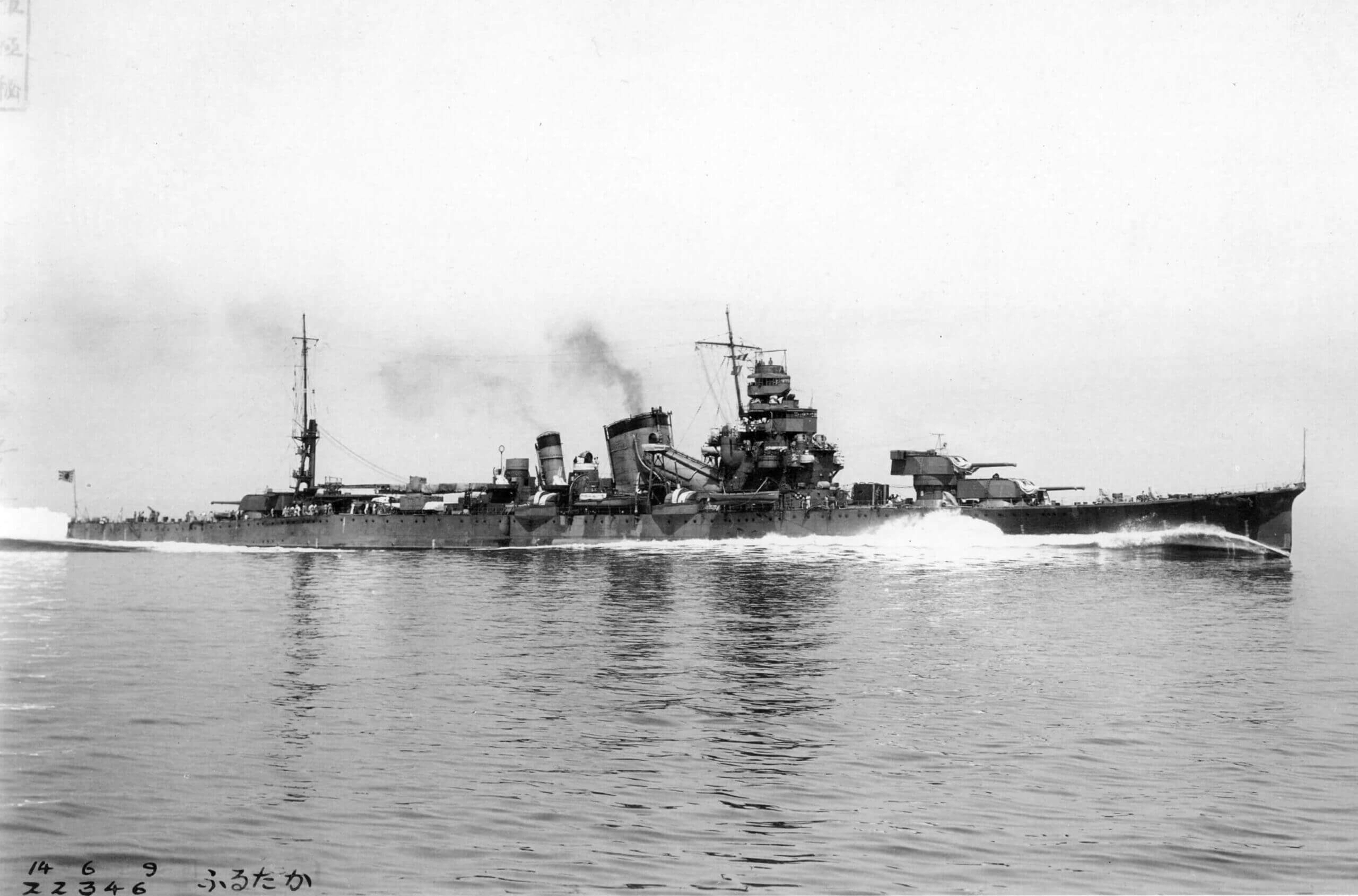
Schwerer Kreuzer Furutaka

Luftunterstützung boten 15 Zero-Jäger, 21 Betty-Bomber und sechs Mavis-Flugboote aus Rabaul. Weitere 19 Zero-Jäger sollten am 9. März vom leichten Träger Shōhō angeliefert werden. Sie sollten in Lae stationiert werden. Flugzeuge von Bord des Seeflugzeugtenders Kiyokawa Maru führten täglich Luftpatrouillen durch.
Am Abend des 7. März teilten sich die Landungseinheiten für Lae und Salamaua auf. An diesem Tag kam es zu tropischen Stürmen, die die Sicht einschränkten und das Anlanden erschwerten. Am Nachmittag des 7. März wurde der Invasionskonvoi von einem australischen Hudson-Aufklärungsbomber gesichtet.

### Die Landungen
Eine Stunde vor Mitternacht des 7. März wurden die Landungsboote zu Wasser gelassen und die Landungseinheiten gingen an Bord. Um 0:15 Uhr am 8. März begann die Fahrt zur Südostküste von Salamaua, die um 0:55 Uhr erreicht wurde. Obwohl zu diesem Zeitpunkt mehrere Signalfackeln über dem Land sichtbar waren, konnte das Horie-Bataillon ungehindert an Land gehen. Ein Flugzeug hob gerade in diesem Moment vom Flugfeld ab. Der Vormarsch begann sofort und der Flugplatz war um 3:00 Uhr morgens erfolgreich besetzt.
Als die Japaner landeten, zogen sich die kleinen australischen Garnisonen in Lae und Salamaua in den Dschungel zurück. Nur einigen Hudson-Bombern gelang es, einen Transport zu beschädigen. Trotz allem machten sich die Japaner an die Arbeit, ihre Transporte zu entladen, ihre Brückenköpfe zu befestigen und die Landebahnen für den Empfang japanischer Zero-Jäger aus Neubritannien vorzubereiten.
Die Australier hatten keine ihrer Einheiten in den Gebieten um Salamaua und Kela zurückgelassen. Daher änderte Bataillonskommandeur Horie seine Pläne. Er entsandte Elemente seiner Streitkräfte, um Salamaua und Kela zu besetzen, und hielt die Hauptstärke des Bataillons in der Nähe des Flugplatzes zusammen.
Salamaua und Kela waren gegen 4:30 Uhr erfolgreich besetzt. Geheimdienstberichte zeigten, dass sich die Australier entlang des Tales am Fluss Francisco nach Wau zurückgezogen hatten. Auch die einheimische Bevölkerung war angesichts der Invasion der japanischen Armee in Rabaul nach Wau und Port Moresby evakuiert worden und befand sich auf dem Weg dorthin. Wau konnte von Salamaua über eine schmale Straße erreicht werden.
Am Morgen bombardierte eine Hudson die Transportschiffe dreimal. Die Yokohama Maru wurde leicht beschädigt, drei Japaner getötet und acht verwundet. Oberstleutnant Tanaka, der Stabschef der Südseestreitkräfte an Bord des Flaggschiffs Yūbari, telegraphierte dem Kommandanten die Notwendigkeit, mehr Flugpatrouillen durchzuführen, da die Besorgnis über alliierte Luftangriffe zunahm.
Die Landung in Lae begann um 2.30 Uhr an der südlichen Küste. Lae und das Flugfeld wurden ohne Widerstand besetzt, so dass die Ausbauarbeiten für den Einsatz von Kampfflugzeugen am Flugfeld sofort beginnen konnten. Sie waren gegen 13:00 Uhr abgeschlossen. Am folgenden Tag konnten zwei Flugabwehrkanonen an Land gebracht und errichtet werden. Durch einen Luftangriff der Alliierten entstand ein Schaden am Zerstörer Asanagi.
Am Morgen des 9. März landeten Einheiten im Hafen von Queen Carola auf der Westseite der Insel Buka und begannen die Suche nach Seeminen.

### Der alliierte Gegenschlag

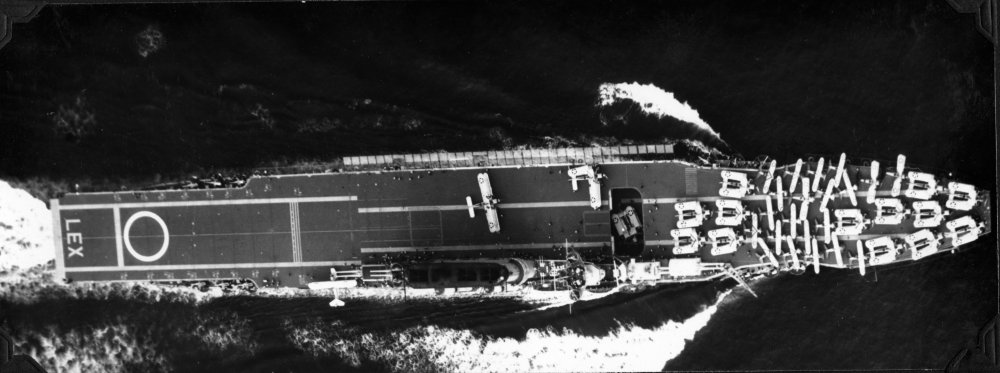
USS Lexington

Vizeadmiral Brown erhielt die Nachricht von den japanischen Landungen in Lae und Salamaua während die Lexington und Yorktown, begleitet von acht Kreuzern und vierzehn Zerstörern, sich im Korallenmeer Richtung Neuguinea fahrend befanden. Sofort wurde der ursprüngliche Plan Rabaul und Gasmata anzugreifen fallen gelassen. Die alliierte Task Force konnte die Japaner unvermittelt schlagen, als sie am verwundbarsten waren: während der Entladung ihrer Transporter an den Brückenköpfen.
Im Verband fuhren seit der Vereinigung der Task Force 11 mit der Task Force 17 am 3. März neben den beiden Flugzeugträgern die Kreuzer Indianapolis, Minneapolis, Pensacola, San Francisco und die Zerstörer Phelps, Clark, Patterson, Dewey, MacDonough, Hull, Aylwin, Dale, Bagley, Drayton, Russell und Walke.
Als zusätzliche Deckung operierte südöstlich von Papua ein ANZAC-Verband mit den Kreuzern Australia, Chicago und den Zerstörern Lamson und Perkins.

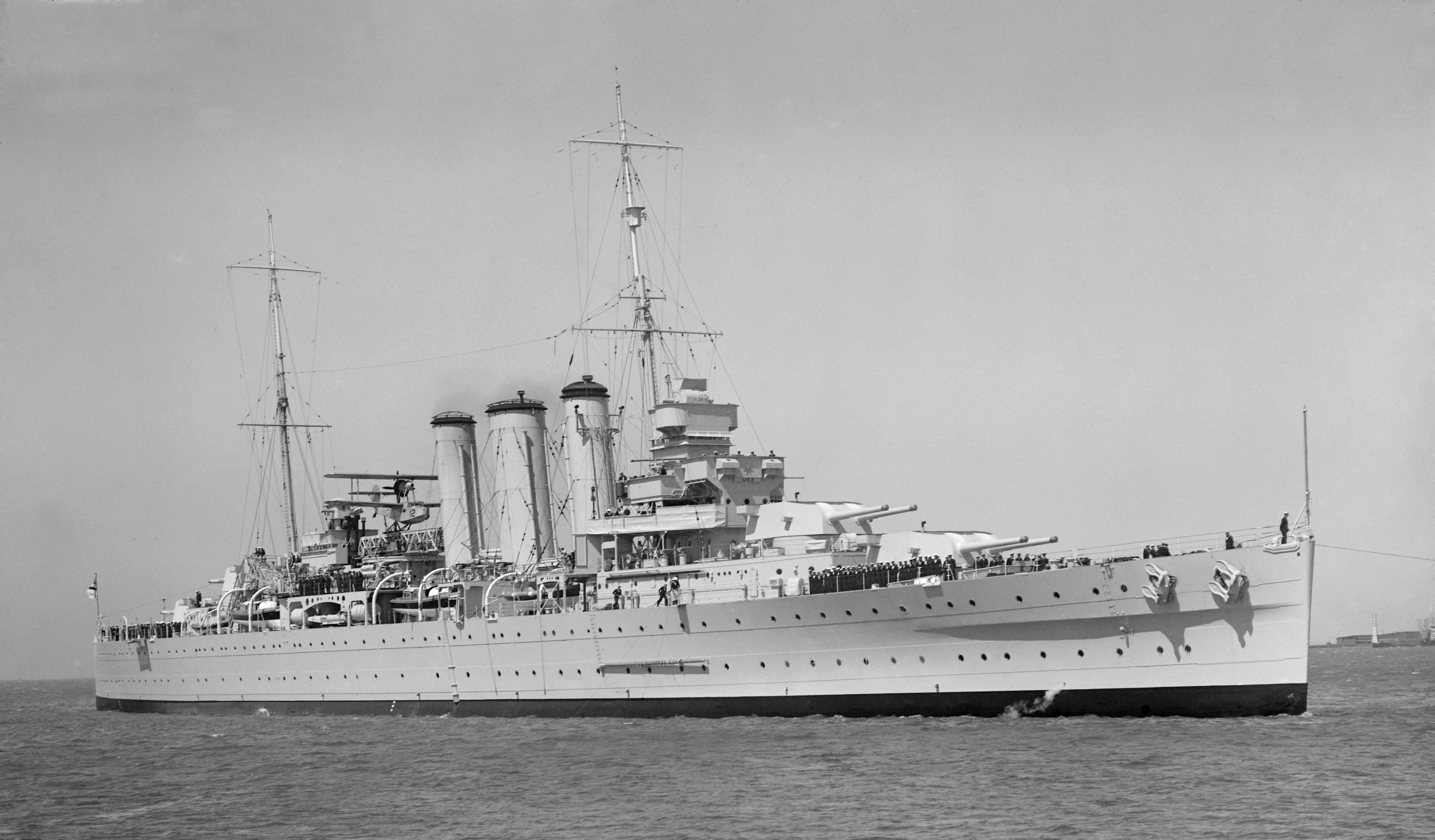
HMAS Australia

Brown beschloss, dass die Task Force 11 die japanischen Brückenköpfe vom Golf von Papua auf der Südseite des Festlandes von Neuguinea aus angreifen würde, um einer frühen Entdeckung durch japanische Patrouillenflieger zu entgehen. Ein Hindernis war dabei die Überquerung des Owen-Stanley-Gebirges. Die vielen Kämme dieses Gebiets waren mit dichtem tropischen Regenwald bedeckt und oft von Wolken oder Nebel verhüllt. Erfahrene australische Neuguinea-Piloten flogen regelmäßig auf einer genau definierten Route von Port Moresby nach Lae. Sie achteten darauf, dass sie in den Bergen nicht in die Wolken gerieten.
Lieutenant Commander William B. Ault, der Lexington Air Group flog nach Port Moresby und erfuhr, dass es einen Pass in einer Höhe von 2285 m durch die Berge gab, fast direkt entlang der geplanten Route nach Lae. Zudem war am Morgen das Wetter normalerweise günstig.
Am frühen Morgen des 10. März starteten 18 F4F Wildcat Jagdflugzeuge, 61 SBD Dauntless Sturzkampfbomber und 25 TBD Devastator Torpedobomber von den Flugdecks der beiden Flugzeugträger. Um 7.40 Uhr starteten sie ihre Angriffe gegen Einheiten an Land und auf See bei Salamaua und Lae. Die Angriffe wurden in Wellen bis 9.45 Uhr fortgesetzt. Acht landgestützte Hudson und acht B-17 nahmen ebenfalls an den Angriffen teil.

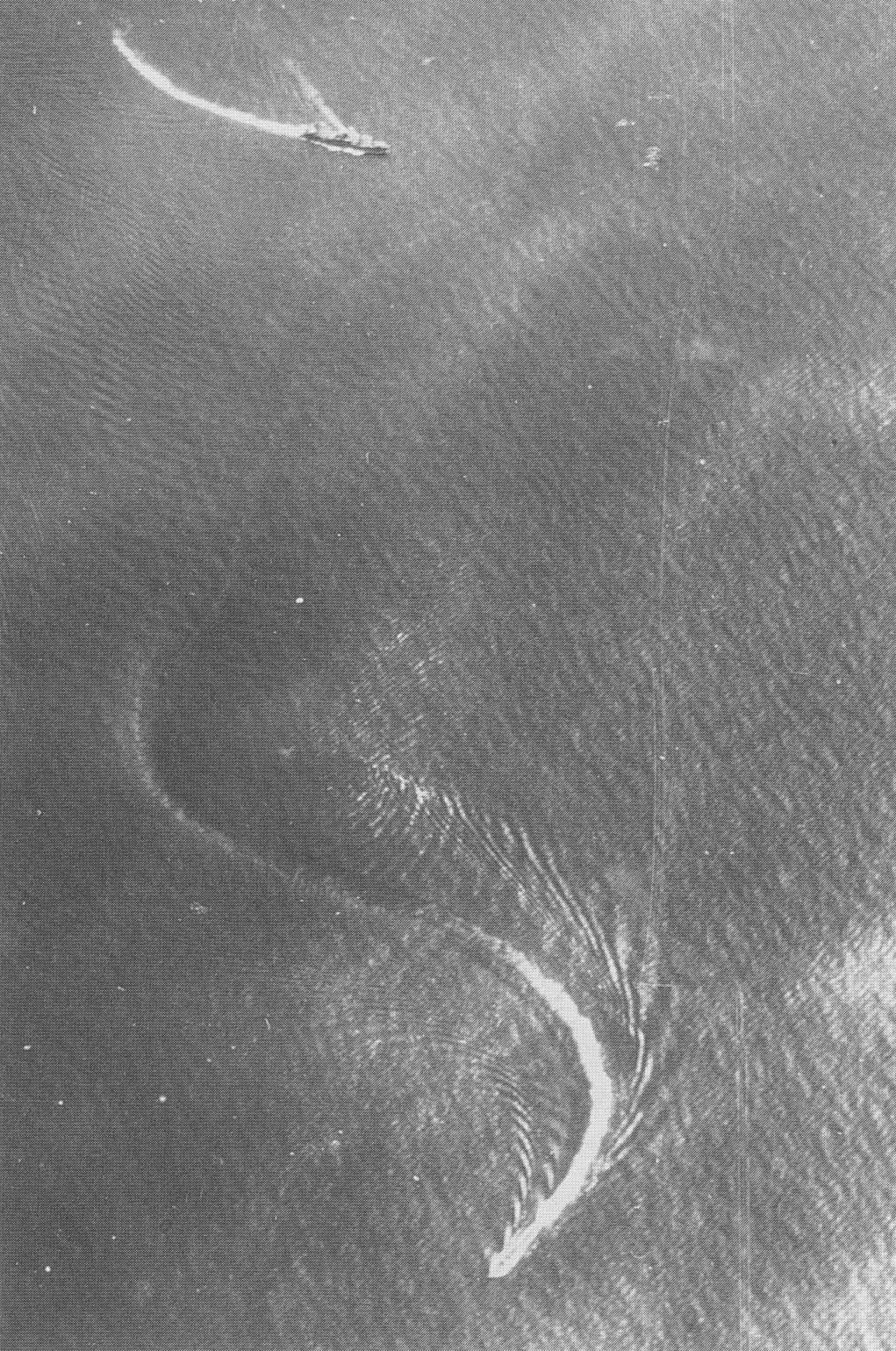
Kiyokawa Maru (oben) und der Zerstörer Mochizuki (unten) manövrieren während der Luftangriffe

Die gesamten japanischen Lufteinheiten wurden sofort mobilisiert, von den Patrouillenflugzeugen an Bord der Kiyokawa Maru bis zu den Marine- und Landeinheiten. So konnten zehn alliierte Flugzeuge abgeschossen werden.
Da das Flugfeld bei Lae schon fertiggestellt war, wollte die 4. Luftflotte an diesem Tag die ersten Einheiten dort stationieren. Schlechte Kommunikation führte jedoch dazu, dass 11 Kampfflugzeuge die Schlacht verpassten und erst zwischen 13 und 15 Uhr Lae erreichten.
|         | Gesunken                                               | Beschädigt                        | Leichte Schäden                     |
| ------- | ------------------------------------------------------ | --------------------------------- | ----------------------------------- |
| Schiffe | Kongo Maru, Tenyo Maru, No. 2 Tama Maru, Yokohama Maru | Kiyokawa Maru, Yūnagi, Kokai Maru | Yūbari, Tsugaru, Asanagi, Tama Maru |

Zudem wurden 6 Armeesoldaten und 126 Männer des Marinepersonals getötet und 17 Armeesoldaten sowie 240 Mann des Marinepersonals verwundet. Die Amerikaner verloren ein Kampfflugzeug mit Piloten.

## Folgen
Trotz der entstandenen Schäden hatte der Angriff keine großartigen Auswirkungen. Die beschädigten Schiffe wurden nach Rabaul gebracht und durch neue Einheiten ersetzt. Mit der Einnahme von Lae und Salamaua hatten die Japaner die Kontrolle über den Huon-Golf und die Einfahrt zur Bismarcksee.
Im März erweiterten die Japaner ihre südliche Verteidigungslinie, indem sie Buka, Bougainville und die Shortland-Inseln besetzten und dort weitere Flugfelder errichteten. Im Norden geschah dies auch auf Manus und den Admiralitätsinseln. Ende März wurde auch Halmahera eingenommen.
Damit war die starke japanische Basis in Rabaul durch einen Ring von umliegenden Flugfeldern und Marinebasen gesichert und ebenso war die sogenannte Bismackseebarriere errichtet worden. Letztere diente dazu den direkten Weg von Australien zu den Philippinen zu versperren.